# Polyphyllum rubrescens
Polyphyllum rubrescens är en skalbaggsart som beskrevs av Blanchard 1851. Polyphyllum rubrescens ingår i släktet Polyphyllum och familjen Melolonthidae. Inga underarter finns listade i Catalogue of Life.